# Севильский озорник
«Севильский озорник, или Каменный гость» (исп. El burlador de Sevilla y convidado de piedra) — пьеса испанского драматурга Тирсо де Молины, предположительно написанная в начале 1620-х годов и впервые опубликованная в 1630 году. Первая литературная обработка сюжета о Дон Жуане.

## Сюжет
Главный герой пьесы — молодой аристократ дон Хуан, сын гранда и королевского фаворита. Он соблазняет одну за другой разных женщин, причём им руководит не страсть, а желание унижать своих жертв в соединении с простым озорством. В случае с Исавеллой дон Хуан выдаёт себя за её жениха, которому она назначила тайное свидание в полной темноте; рыбачке и крестьянке он обещает жениться. Наконец, с доньей Анной де Ульоа дон Хуан пытается идти на хитрость, но в финале его замысел терпит крах.

## Публикация и влияние
Неизвестно, когда именно Тирсо де Молина написал «Севильского озорника»; предположительно это было начало 1620-х годов. Пьеса не вошла ни в один из сборников, изданных самим Тирсо. В 1630 году была опубликована пространная версия, «Севильский озорник, или Каменный гость» (в составе сборника пьес Лопе де Вега и других авторов), примерно в 1660 — сокращённая версия, «Долгий срок вы мне даёте», причём в этом случае автором был назван Педро Кальдерон де ла Барка. Второй вариант пьесы оставался практически неизвестным до 1878 года.
У Тирсо быстро нашлись подражатели в Италии. Джованни Чиконьини до 1650 года написал пьесу «Каменный гость», Онофрио Джилиберто в 1652 году — пьесу «Каменный пир». В 1665 году была поставлена комедия Мольера «Дон Жуан, или Каменный пир».